# Bruno Curth
Bruno Curth (* 17. Mai 1926 in Helmstedt) ist ein ehemaliger deutscher Politiker der DDR-Blockpartei DBD. Er war Abgeordneter der Volkskammer der DDR und Vorsitzender des DBD-Bezirksverbandes Potsdam. 

## Leben
Curth, Sohn eines Arbeiters, besuchte die Volksschule in Häsen. Von 1940 bis 1943 absolvierte er eine Lehre zum Schäfer. Am 8. April 1944 beantragte Curth die Aufnahme in die NSDAP und wurde zum 20. April desselben Jahres aufgenommen (Mitgliedsnummer 10.099.469). Er geriet in Kriegsgefangenschaft. 
Seit 1948 war Curth in der Landwirtschaft tätig. 1949 trat er der Vereinigung der gegenseitigen Bauernhilfe (VdgB), 1951 der Gesellschaft für Deutsch-Sowjetische Freundschaft sowie der Demokratischen Bauernpartei Deutschlands bei. 1952 war er Mitbegründer der LPG „Fortschritt“ in Häsen und wurde deren Vorsitzender. 
Von 1952 bis 1954 war er Mitglied des Kreistages Gransee, von 1954 bis 1958 Mitglied des Bezirkstages Potsdam und Mitglied der Kommission für Landwirtschaft. 1957 wurde er Vorsitzender des Bezirksverbandes Potsdam und Mitglied des Parteivorstandes der DBD. Nachdem seine Vergangenheit während der Zeit des Nationalsozialismus offenkundig wurde, musste er sich 1959 vor Vertretern seiner Partei rechtfertigen und den Parteivorsitz im Bezirk Potsdam niederlegen. Sein Nachfolger wurde Heinz Voss. Von 1958 bis 1963 war er als Mitglied der DBD-Fraktion Abgeordneter der Volkskammer.
Im Mai 1963 wurde im Organ des ZK der SED „Neues Deutschland“ Kritik an seiner Arbeit als Vorsitzender der LPG „7. Oktober“ Häsen geübt.

## Auszeichnungen
- Ehrennadel der Gesellschaft für Deutsch-Sowjetische Freundschaft in Silber (1957)
- Ehrenzeichen der Nationalen Front des demokratischen Deutschlands (1957)
- „Hervorragender Genossenschaftsbauer“ (1958)